# La Fleur du mal
Pour les articles homonymes, voir Les Fleurs du mal (homonymie).
Pour plus de détails, voir Fiche technique et Distribution.
La Fleur du mal est un film français réalisé par Claude Chabrol, sorti en 2003. C'est son cinquantième long-métrage.

## Synopsis
Dans une grande maison de la région bordelaise, pendant une campagne électorale pour les municipales, François Vasseur (Benoît Magimel) rentre des États-Unis, où il a passé quatre ans. 
Il est accueilli à l'aéroport par son père, Gérard (Bernard Le Coq), notable local propriétaire d'une grande pharmacie et d'un laboratoire médical, remarié avec Anne Charpin-Vasseur (Nathalie Baye), qui fut sa belle-sœur et s'est portée candidate aux prochaines élections municipales. 
François n'apprécie guère son père qu'il estime hypocrite, méchant et jouisseur, d'autant qu'il soupçonne qu'il n'est peut-être pas son vrai père, selon les dires de sa défunte mère.
De son premier mariage, Anne a eu une fille, Michèle (Mélanie Doutey), jolie étudiante en psychologie, cousine de François qui l'aime depuis des années.
Après une nuit d'amour, dans la villa familiale des vacances du Pyla, Michèle parle à François du tract « dégueulasse sur la famille » qui salit la candidate Anne, sa mère : « Elle est bien bonne, la Charpin-Vasseur remet ça », présentée comme une femme à la cuisse légère. Michèle émet l'idée que son beau-père Gérard, est peut-être l'auteur de ce tract.
Au cours de sa campagne, Anne rend visite à un électeur, M. Labière (François Maistre). Celui-ci évoque un crime commis par la vieille Tante Micheline « Line » (Suzanne Flon) lors de la Seconde Guerre mondiale, pendant la collaboration, crime ayant néanmoins fait l'objet d'un non-lieu.
Un film est en cours de tournage dans la région. Gérard est attiré par l'une des actrices, qui joue un rôle de femme séductrice et perverse et qui le rejoint plus tard dans son officine pour un prétendu mal de gorge, ce qui ulcère Line qui entrevoit la scène.
Les élections ont enfin lieu. Pendant le dépouillement, Gérard revient dans son bureau, où Michèle est en train de travailler à un exposé sur la notion de culpabilité « l'univers morbide de la faute », sous le tableau représentant un portrait froid du grand-père, préfet. Comme d'habitude, il a bu et, parce qu'elle se refuse à lui, il la traite de petite garce. En se débattant, Michèle frappe Gérard avec une lampe. Il s'écroule et meurt.
Tante Line aide Michèle à dissimuler le crime en montant le cadavre de Gérard dans sa chambre. Puis tante Line avoue à Michèle qu'elle avait tué son propre père, épouvantable collaborateur qui avait fait fusiller son fils (son frère donc, qu'elle aimait beaucoup, peut-être un peu trop), comme d'autres résistants. Si elle n'a jamais regretté son geste, elle vivait depuis avec un poids. Voulant protéger Michèle, la vieille femme décide d'endosser la culpabilité de la mort de Gérard, elle qui a attendu soixante ans que quelque chose arrive : « Le temps n'existe pas, c'est un présent perpétuel ». Entre-temps, François, prévenu de la mort de son père, vient conforter les deux femmes.
Anne est élue. On fête son élection dans la grande demeure bourgeoise. Quant à la mort de Gérard, Michèle, Tante Line et François se taisent, pour ne pas gâcher la fête.

## Fiche technique
- Titre original : La Fleur du mal
- Réalisation : Claude Chabrol
- Assistante : Cécile Maistre
- Scénario : Caroline Eliacheff et Louise L. Lambrichs
- Adaptation et dialogue : Claude Chabrol
- Décors : Françoise Benoît-Fresco
- Costumes : Mic Cheminal
- Photographie : Eduardo Serra
- Cadreur : Michel Thiriet
- Son : Pierre Lenoir et Thierry Lebon
- Musique originale : Matthieu Chabrol
Interprétée par l'Orchestre symphonique français
sous la direction de Laurent Petitgirard
- Montage : Monique Fardoulis
- Scripte : Aurore Chabrol
- Production : Marin Karmitz
- Production exécutive : Yvon Crenn
- Sociétés de production : MK2 Productions et France 3 Cinéma
- Sociétés de distribution : MK2 Diffusion (France) et Palm Pictures (États-Unis)
- Pays d'origine :  France
- Langue originale : français
- Budget : 7 400 000 €
- Format : couleur — 35 mm — 1,66:1 — son Dolby numérique
- Durée : 104 minutes
- Genre : comédie dramatique
- Date de sortie : France : 19 février 2003

## Distribution
- Nathalie Baye : Anne Charpin-Vasseur, candidate aux élections
- Benoît Magimel : François Vasseur
- Suzanne Flon : Micheline Charpin « Tante Line »
- Bernard Le Coq : Gérard Vasseur, pharmacien, mari d'Anne, père de François
- Mélanie Doutey : Michèle Charpin-Vasseur, fille d'Anne, cousine et amoureuse de François
- Thomas Chabrol : Matthieu Lartigue
- Henri Attal : le beau-père de Fanny
- Jérôme Bertin : le volontaire
- Françoise Bertin : Thérèse Labière
- François Maistre : Monsieur Labière
- Didier Bénureau : Brissot
- Yvon Crenn : Yves Pouët
- Yves Pignot : Pierre Vasseur
- Valérie Rojan : la secrétaire de Gérard
- Kevin Ahyi : le premier enfant
- Caroline Baehr : Fanny
- Michèle Dascain : Marthe
- Jean-Marc Druet : l'assistant de laboratoire
- Michel Herbault : le Maire
- Edmond Kastelnik : le premier scrutateur
- Marius de Laage : le deuxième enfant
- Isabelle Mamère : la journaliste
- Juliette Meyniac : Hélène
- Jean-Pierre Marin : le deuxième scrutateur

- Dominique Pivain : Dominique, l'actrice
- Léa Pellepaut : la vendeuse de la pharmacie

## Production
« Le film raconte l'histoire d'un lourd secret lié à un meurtre survenu dans les années 1950. Pourquoi vouliez-vous aborder ce thème de la culpabilité?
Je suis parti d'une histoire vraie, celle d'une jeune femme accusée d'avoir tué ses parents à la hache. Elle a été acquittée et a vécu quatre-vingts ans avec le secret de son acte. A-t-elle tué ou pas ? Je pense qu'elle était innocente, car les grands criminels finissent toujours par se punir eux-mêmes. Mais la question est passionnante. Il y a aussi un autre élément très présent et que je ne pensais pas traiter à ce point : le temps et l'influence qu'il a sur le comportement des gens. Je l'ai filmé comme Kant l'imaginait : le temps, c'est toujours du présent. »

— Interview de Claude Chabrol dans L'Express
Le rôle de Anne Charpin-Vasseur était destiné à Catherine Deneuve.

### Lieux de tournage
Au début du film, François arrive à l'aéroport de Bordeaux-Mérignac.

## Musique
- Plaisir d'amour (fredonné par tante Line).
- Un Souvenir par Damia de 1941 (générique de début).

## Accueil
« Le personnage principal de La Fleur du mal, c’est la famille tout entière. La Fleur du mal, c’est le ver qui est dans le fruit, c’est le secret ("Chabrol, cinéaste du secret", comme on dit toujours). Mais le fruit était déjà pourri. Le mal s’est un jour infiltré dans une famille, il n’en sortira plus.
La Fleur du mal est sans doute un film moins brillant que le précédent, Merci pour le chocolat, et pourtant c’est peut-être un meilleur film. Ce qu’il perd en séduction (le personnage de perverse joué par Isabelle Huppert, évidemment passionnant, cachait un peu la forêt), il le gagne en violence, en sécheresse : ici, pas de cas de folie, pas de maladie, tout le monde est normal (ou fou), et c’est ce qui est terrifiant… »

— Les Inrocks, Jean-Baptiste Morain

« Il y a, une fois encore, ce sens du grotesque incident, sournois, si chabrolien, qui éclabousse tout le monde. Cet art de révéler de la comédie sociale jusque dans les chambres à coucher. Les Charpin-Vasseur prennent leur place dans la galerie de monstres familiers du cinéaste. Ce sont des Atrides cool, capables du pire mais pas haïssables pour autant. Chabrol est l'un des derniers à regarder ainsi la société des humains sans la moindre illusion, mais sans se situer lui-même plus haut ni virer au nihilisme désespéré. Dans sa botanique, la fleur du mal est juste une variété très répandue. »

— Télérama, Louis Guichard

## Autour du film
- Si vous ne connaissez pas le sujet, laissez ce bandeau (vous pouvez alors contacter les auteurs).
- Si vous supprimez le contenu mis en cause (vous pouvez préalablement contacter les auteurs),

argumentez précisément cette suppression dans la page de discussion
(un manque de référence n'est pas un argument ; une recherche réelle de référence doit avoir été effectuée, être formellement documentée).
- Lorsqu'elle prépare son exposé sur la culpabilité, Michèle consulte L'univers morbide de la faute, d'Angelo Hesnard.

- Les convives boivent du vin blanc du Château Haut-Brion en mangeant la lamproie à la bordelaise, dont la sauce est faite à base de vin rouge, alors que c'est toujours du vin rouge qui est bu en accompagnement de la lamproie, et selon la tradition, le même vin que celui qui est entré dans la composition de la sauce.

- Dominique Pivain, une des hôtesses du jeu télévisé Le Juste Prix, émission dont Chabrol était un fan assumé[4], tient le rôle de l'actrice qui a des maux de gorge.